# Балки (станція)
Ба́лки — проміжна залізнична станція 5-го класу Харківської дирекції Південної залізниці на електрифікованій лінії Берестин — Лозова між зупинними пунктами Поштова (2 км) та 96 км (1 км). Розташована поблизу села Балки Берестинського району Харківської області.

## Пасажирське сполучення
На станції Балки зупиняються приміські поїзди сполученням Полтава — Лозова.